# シュヴァロフスキー公園
シュヴァロフスキー公園（シュヴァロフスキーこうえん、ロシア語:Шуваловский парк）はサンクトペテルブルク・ヴィボルグスキー地区、パルゴロヴォにある公園。
公園は142haの広さがあり、その内の136haは文化遺産の保護のために新規建設が禁止されている。公園内は丘陵地帯で古代の常緑針葉樹が多くあり、公園の南東部にはパルナッソスと呼ばれる人工の丘がある。このパルナッソスという丘は18世紀半ばにピョートル・イヴァーノヴィチ・シュヴァーロフ伯爵が農奴に作らせたもので、名前の由来はアポロン、ミューズが住地とするパルナッソス山から。
パルナッソスの丘では快晴なら聖イサアク大聖堂のドーム部分が拝むことができる。パルナッソス近くには18世紀に掘って作られた2つの池があるが、その形状からシャプカ・ナポレオーナ(Шапка Наполеона)、ルバシュカ・ナポレオーナ(Рубашка Наполеона)と呼ばれるに至った。

## 歴史
この地域の最初の言及は1500年にロシア(ノヴゴロド地域)で作成された教会の会計本で窺い知ることができる。
1662年、この地域はカヴィルヤと呼ばれスウェーデン人の荘園であった。
大北方戦争での勝利により土地が返還され、ピョートル1世は娘のエリザヴェータに、この土地を与えた。1746年、ピョートル・イヴァーノヴィチ・シュヴァーロフ(1710-1762)はエリザヴェータから伯爵の称号を付与された。それと同時にシュヴァーロフ家はこの地域の土地を管轄することとなった。1815年、パーヴェル・アンドレーエヴィチ・シュヴァーロフ(1776-1823)とヴァルヴァーラ・ペトロヴナ(1796—1870)が結婚。住居の建設やそれに伴う土地の整備などをする予定であったが、1823年の12月にパーヴェルは死去。未亡人となったヴァルヴァーラはスイス・レマン湖のほとりにある別荘で過ごした。1826年、フランス人のアドルフ・ポリエ伯爵と恋に落ち結婚。後にアドルフはロシアの市民権を得てヴァルヴァーラと共にロシアへ渡り3年間を過ごしたが、1830年3月に結核により死去した。悲しみに暮れるヴァルヴァーラはアドルフの記憶を永続させるために芸術家で建築家であるアレクサンドル・ブリューロフに教会と地下聖堂の建築を依頼した。教会はゴシック・リバイバル様式となり1846年6月27日に献堂式が行われた。教会は1935年に閉鎖されたが1990年代後半に開放された。(現在は修復中)
1872年6月30日にはロシアの有名な作曲家のニコライ・リムスキー＝コルサコフとナジェージダ・リムスカヤ＝コルサコヴァがペテロ・パウロ教会で結婚した。

## ギャラリー

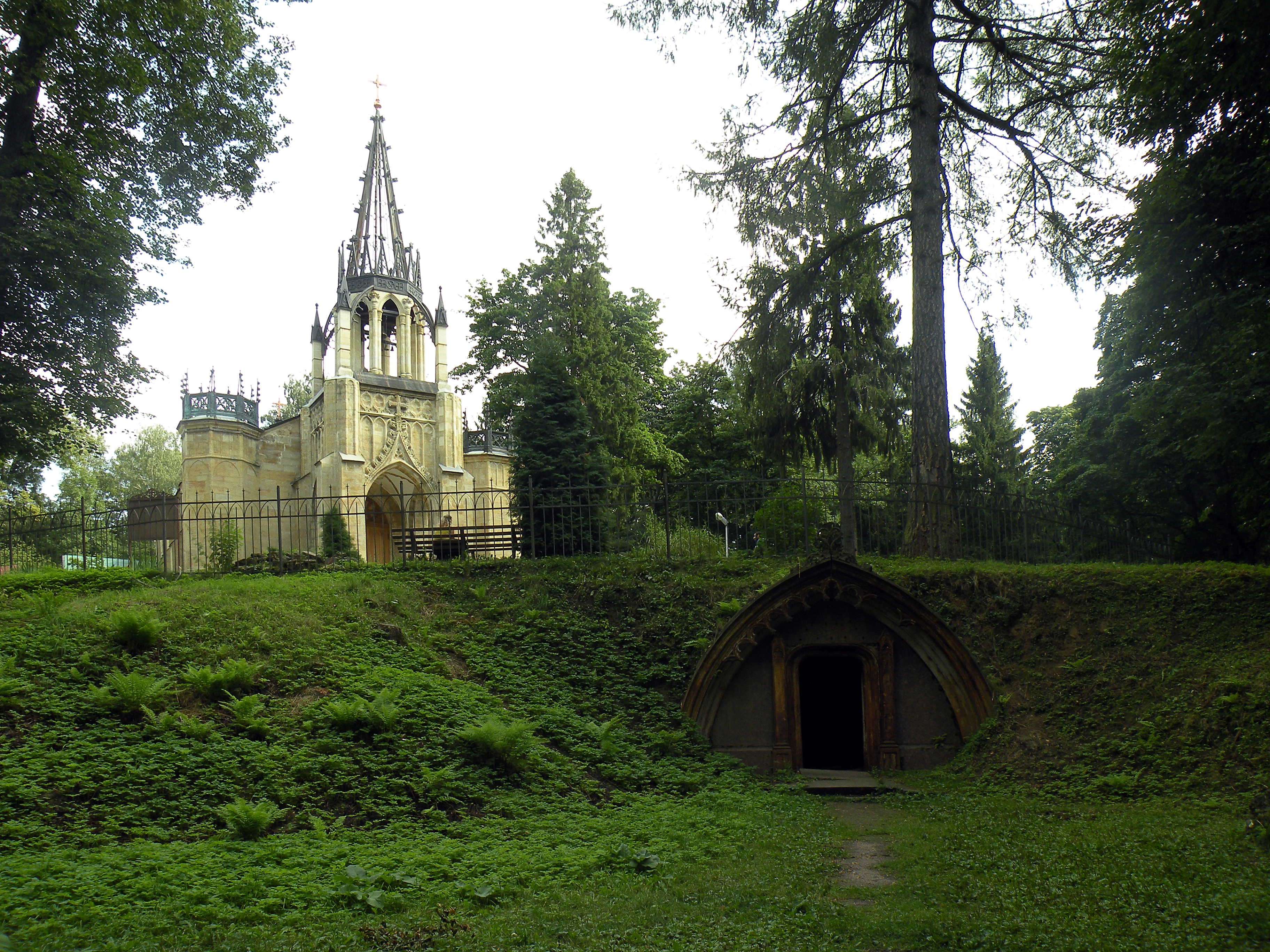
ペテロ・パウロ教会と地下聖堂
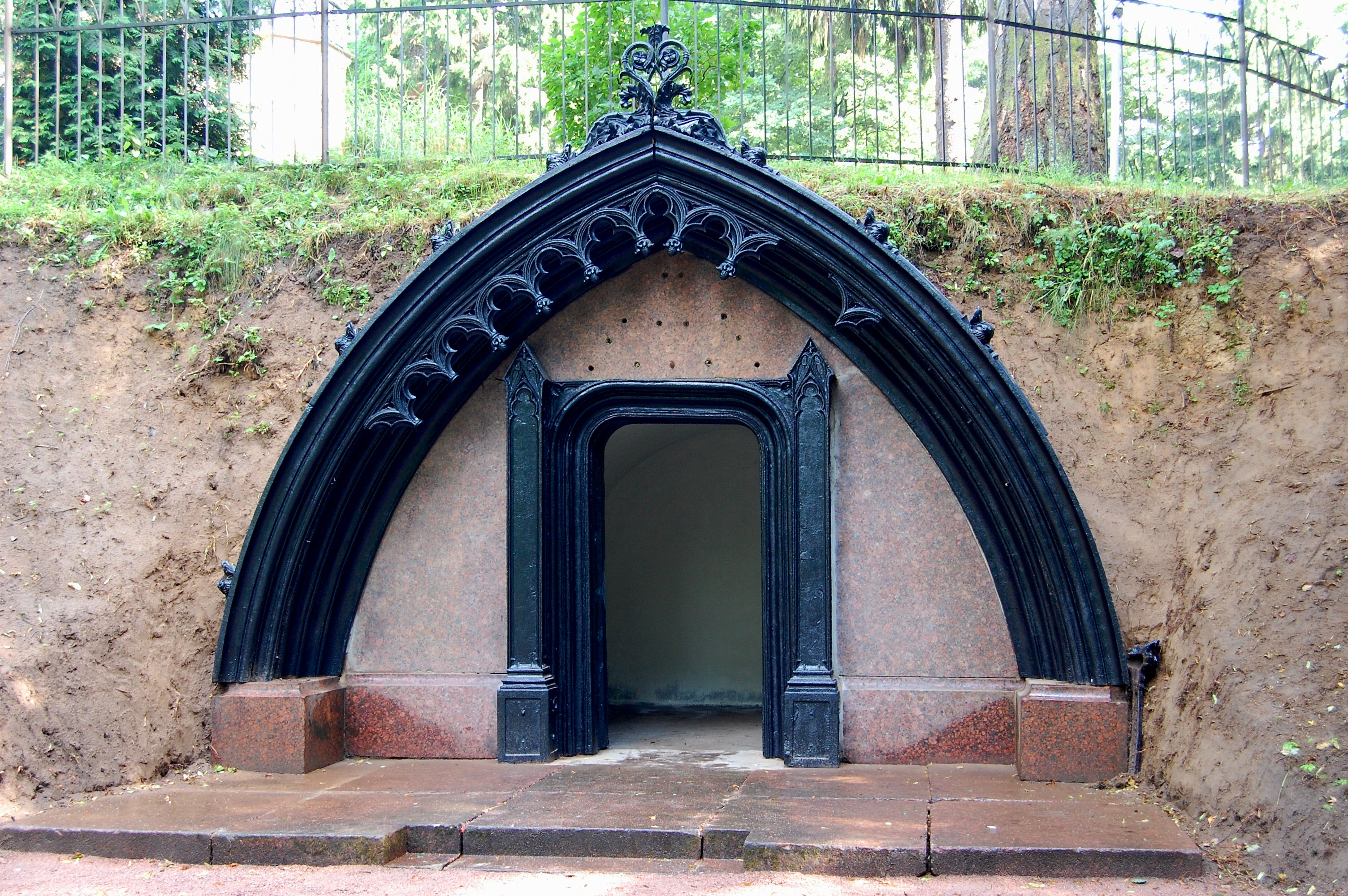
修復された地下聖堂 (2011年7月)
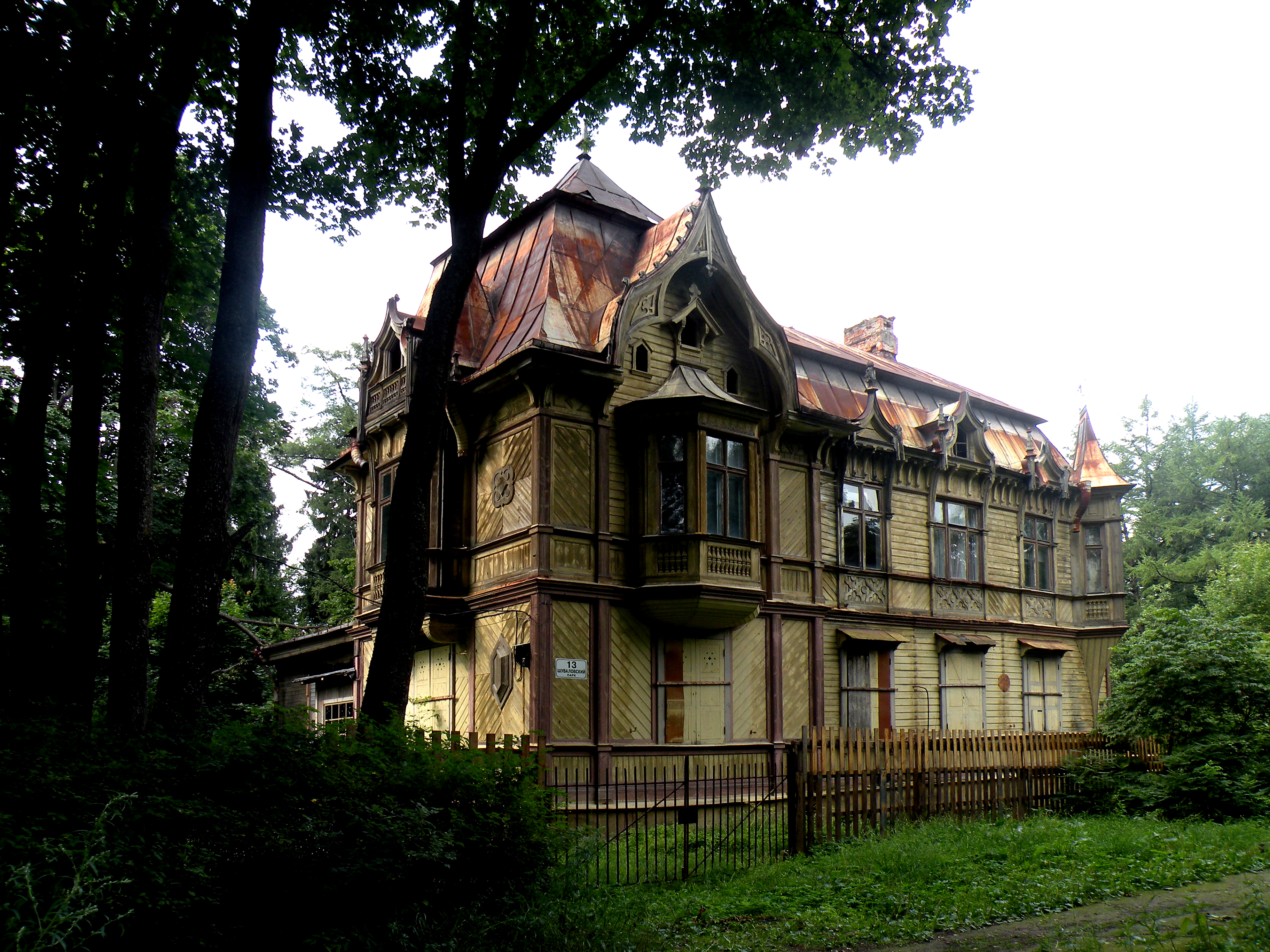
メスマヘルの家
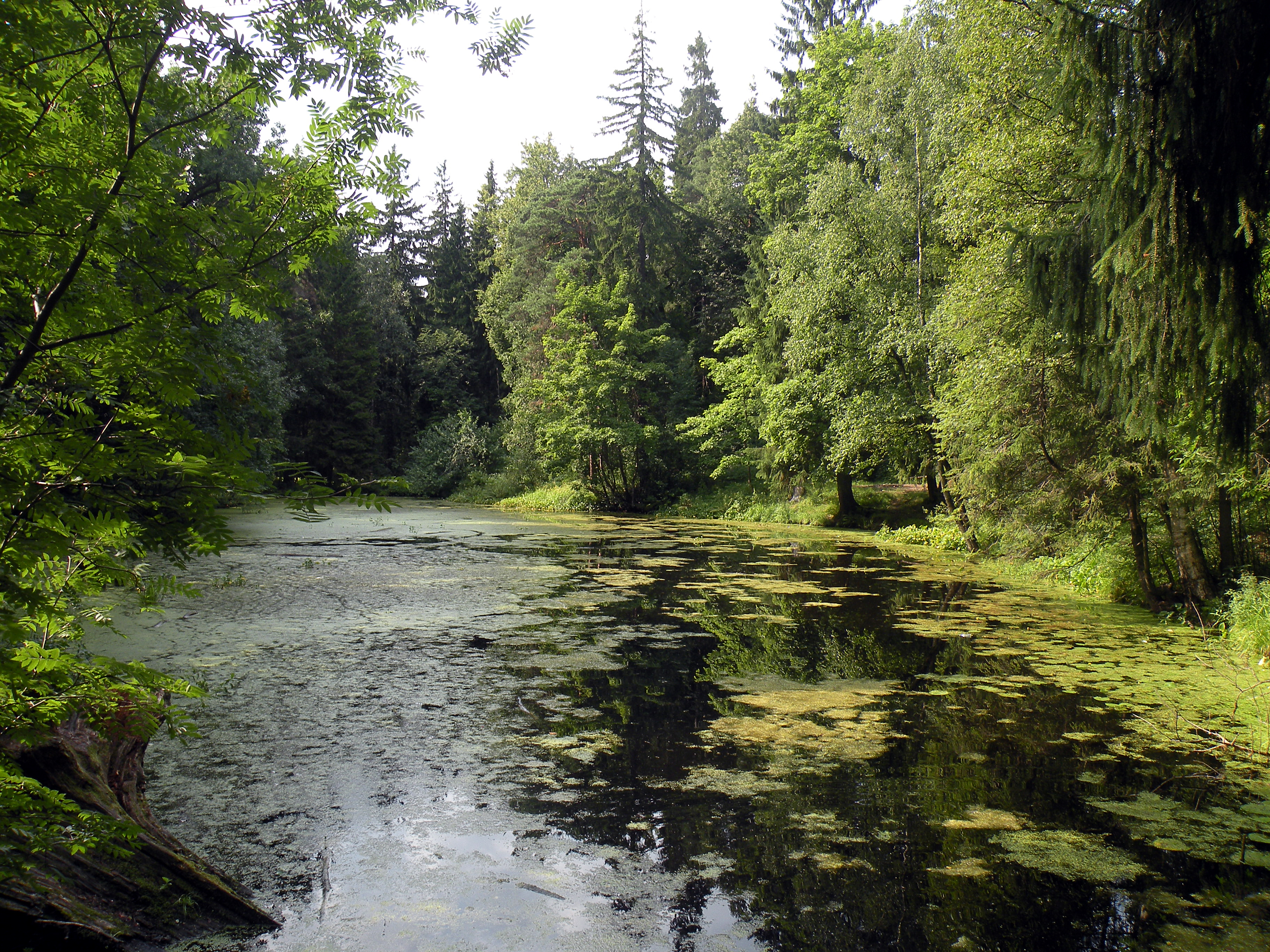
公園内の池

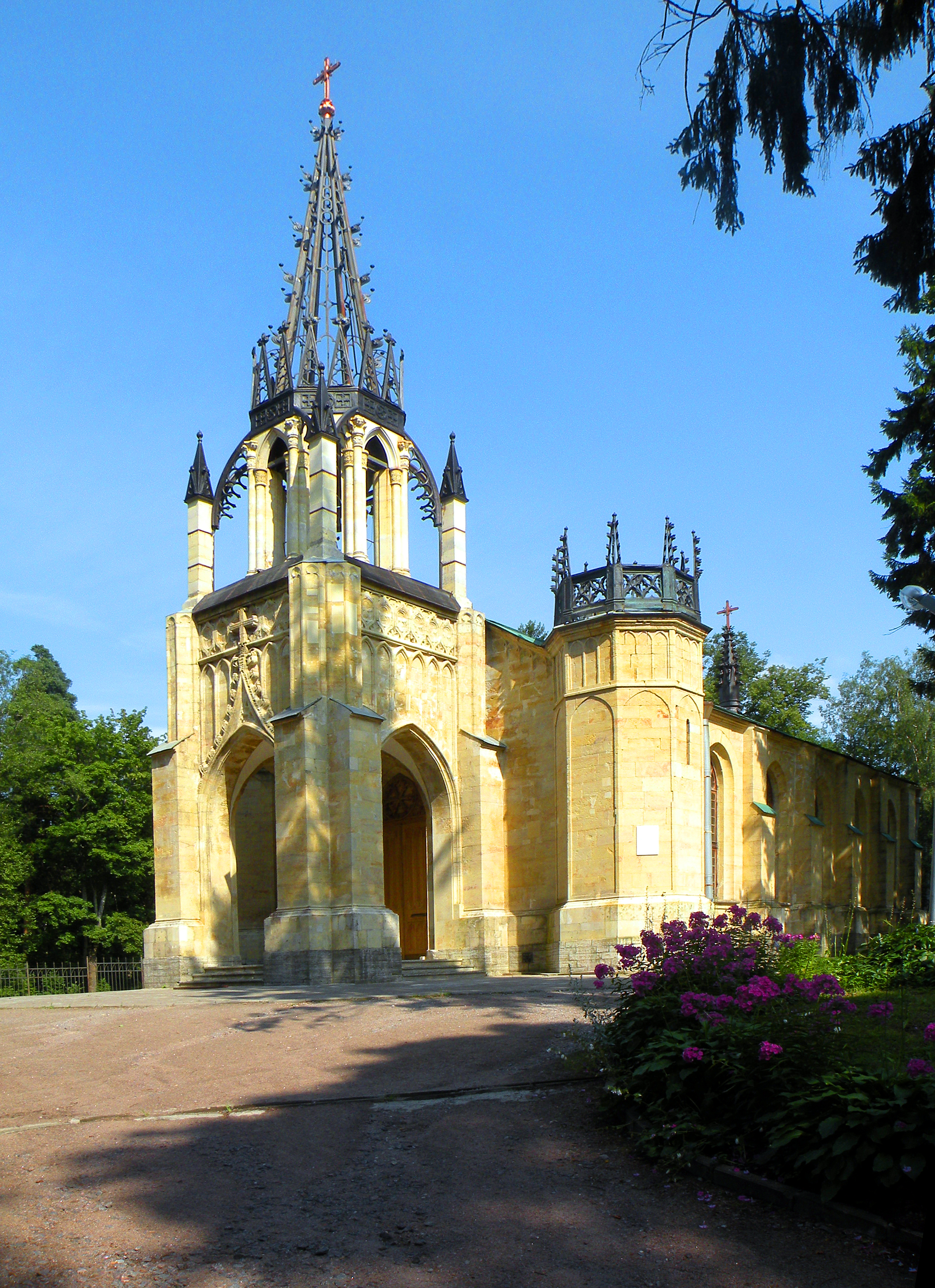
ペテロ・パウロ教会
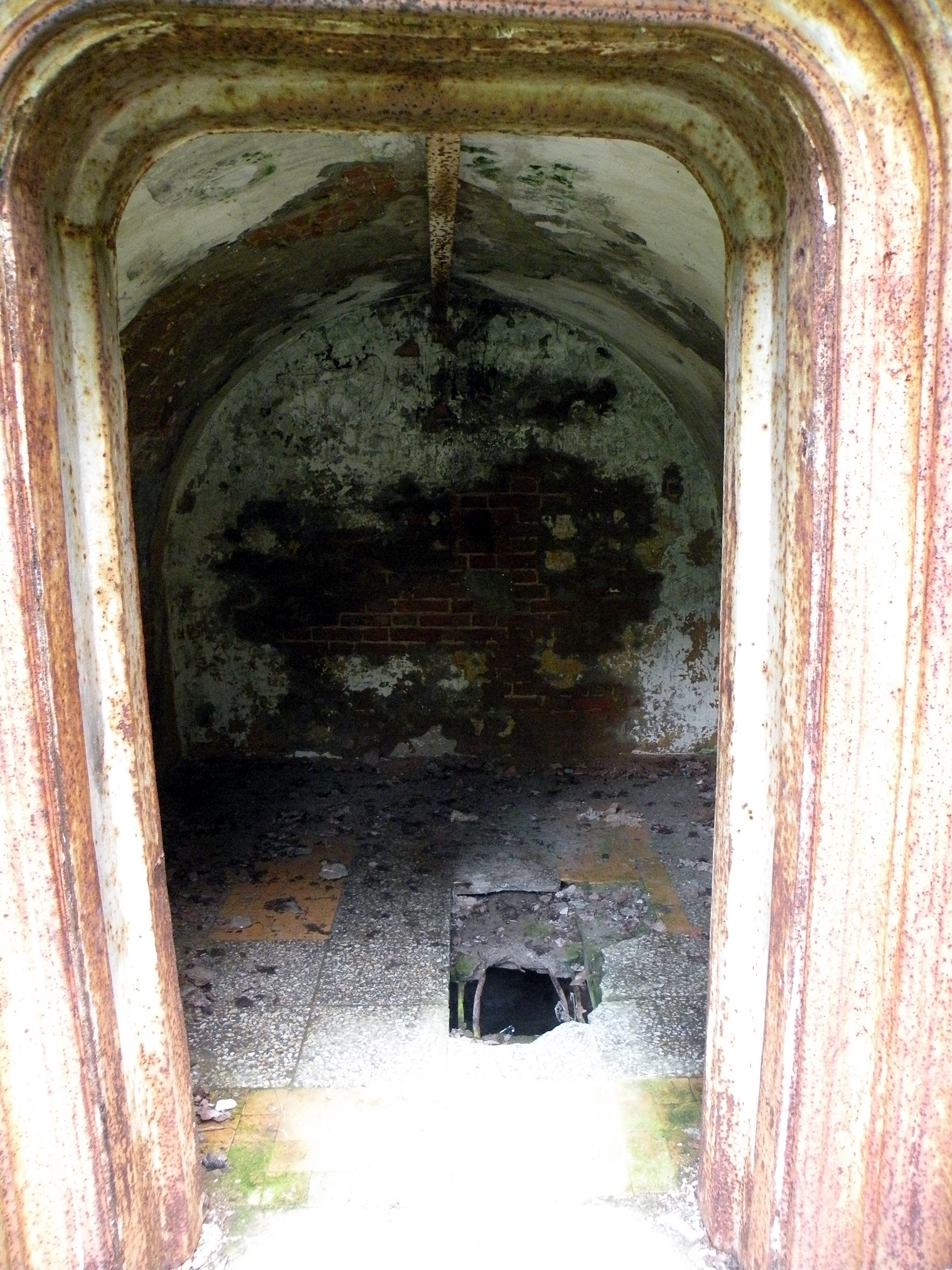
アドルフの地下聖堂
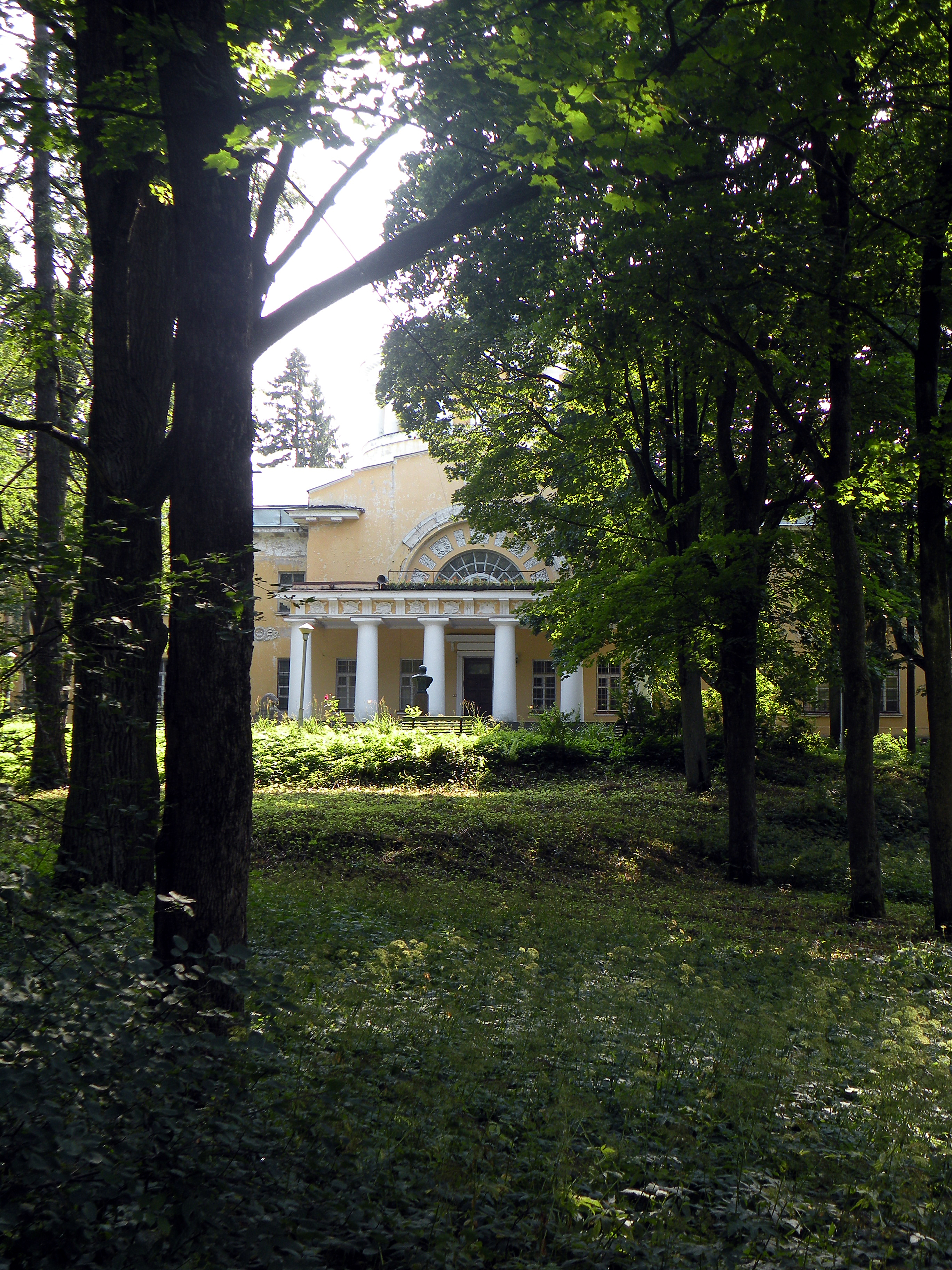
ヴォロンツォフ宮殿